# کتلین هاوارد
کَتلین هاوارد (انگلیسی: Kathleen Howard؛ ‏ ۲۷ ژوئیهٔ ۱۸۸۴ – ۱۵ آوریل ۱۹۵۶) خواننده اپرا و بازیگر کانادایی-آمریکایی بود.
از فیلم‌ها یا برنامه‌های تلویزیونی که وی در آن نقش داشته‌است، می‌توان به یک دختر، یک مرد و یک ملوان، آتیش‌پاره، شکوفه در غبار، لورا، سینتیا، این یک هدیه‌ست، دوست‌داشتنی‌تر از این نبودی، جورج آپلی فقید، گریه شهر، ریو و مردم جوان اشاره کرد.